# Орден Штефана Великого
Орден Штефана Великого (рум. Ordinul „Ștefan cel Mare”) — державна нагорода — вища військова нагорода Республіки Молдова, названа на честь Штефана III Великого, господара Молдови у 1457–1504 роках.

## Статут ордена
Орденом Штефана Великого нагороджують:
- за героїчний вчинок і вміле керівництво бойовими діями;
- за особливу мужність, виявлену при забезпеченні громадського правопорядку, охороні прав і свобод людини;
- за відвагу і самовідданість, проявлені при забезпеченні безпеки держави, виконанні спеціальних завдань;
- за інші, особливо важливі заслуги в справі захисту свободи і незалежності Республіки Молдова.

За значущістю ордену Республіки відповідають такі нагороди колишнього СРСР: орден Червоного Прапора, орден Вітчизняної війни I та II ст., орден Червоної Зірки, орден Слави, орден «За особисту мужність».

## Опис знака ордена
Орден Штефана Великого виготовляється зі срібла і являє собою злегка опуклу восьмиконечну позолочену восьмигранну зірку, утворену пучками розбіжних променів. Між основними променями розташовуються опуклі промені зі срібла, на кінцях яких укріплені фіаніти. Промені виходять з-під срібного кола з виступаючим обідком. У центрі кола — рельєфне погрудне зображення Штефана Великого. Фон кола покритий білою емаллю. По краю кола йде опуклий позолочений напис «Ştefan cel Mare». Портретний рельєф оксидується. Діаметр ордена між кінцями променів — 45 мм.
Орден має на зворотному боці нарізний штифт з гайкою для кріплення до одягу.

## Галерея

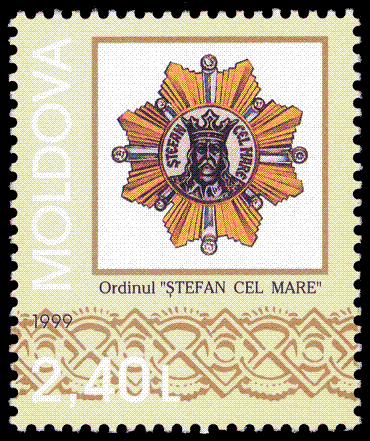
Орден Штефана Великого на поштовій марці Молдови 1999 р.